# Clara Rockmore
Clara Rockmore (ur. jako Clara Reisenberg 9 marca 1911 w Wilnie, zm. 10 maja 1998 w Nowym Jorku) – rosyjsko-amerykańska skrzypaczka i thereministka będąca z pochodzenia litewską Żydówką. Jest powszechnie uważana za najwybitniejszą thereministkę w historii.

## Życiorys

### Młodość i edukacja
Clara Reisenberg urodziła się 9 marca 1911 roku w Wilnie, ówcześnie leżącym na terenie Rosji. Była najmłodszą z trzech córek wywodzących się z klasy średniej litewskich Żydów: księgowego Aarona Reisenberga i Rachel z domu Grad. Jej siostrami były Anna (Newta) Sherman (1905–1998), w późniejszych latach małżonka Meira Shermana (1913–1970), w latach 1951–1958 ministra gospodarki Izraela w Stanach Zjednoczonych, a od 1959 roku dyrektora zarządzającego izraelskiego koncernu paliwowego Paz Oil Company, oraz Nadia Reisenberg (1904–1983), późniejsza znana pianistka i pedagożka muzyczna.
Od najmłodszych lat Clara Reisenberg uchodziła za muzyczne „cudowne dziecko”. Jeszcze zanim nauczyła się mówić umiała rozróżniać grane na fortepianie melodie, zaś w wieku trzech lat potrafiła już czytać nuty i zadziwiała wykładowców z konserwatorium w Petersburgu wykazywaniem słuchu absolutnego, o którym pisała lokalna prasa. Mając na uwadze talent muzyczny Clary i jej starszej siostry Nadii, ich rodzice w 1915 roku przeprowadzili się do Piotrogrodu (ówczesna nazwa Petersburga), aby umożliwić córkom naukę w miejscowym konserwatorium. Jako czterolatka Clara wzięła udział w organizowanym w piotrogrodzkim konserwatorium przesłuchaniu skrzypcowym przed wybitnym węgierskim pedagogiem Leopoldem Auerem i zaliczyła je z doskonałym wynikiem; do dziś jest najmłodszym w historii słuchaczem przyjętym do konserwatorium w Petersburgu. Po roku była już cenioną uczennicą Auera.

### Kariera muzyczna
Po wybuchu wojny domowej w Rosji, wskutek związanych z nią niedoborów żywności i złych warunków gospodarczych, Reisenbergowie wycofali się na obszar dzisiejszej Litwy, a następnie rozpoczęli podróż po Europie, szukając kraju, w którym mogliby dostać wizę do Stanów Zjednoczonych. W międzyczasie Clara i Nadia dawały po drodze koncerty, dzięki którym pod koniec 1921 roku uzyskały środki umożliwiające zarezerwowanie przez rodzinę miejsc na parowcu płynącym do Ameryki. 19 grudnia 1921 roku rodzina Reisenbergów przybyła do portu w Nowym Jorku. Na miejscu Clara Reisenberg wznowiła naukę gry na skrzypcach pod kierunkiem Leopolda Auera, który także przeniósł się do Stanów Zjednoczonych. Niedługo później, na krótko przed amerykańskim debiutem (miała zagrać koncert skrzypcowy Beethovena z orkiestrą Curtisa), została jednak zmuszona do rezygnacji ze skrzypiec wskutek ciężkiego zapalenia ścięgna w ramieniu prowadzącym smyczek, przypisywanego niedożywieniu w dzieciństwie. Jak sama wspominała:

Ćwiczyłam jak szalona, prawdopodobnie za dużo i to mnie zgubiło. Nigdy nie byłam zbyt silna i zaczęłam odczuwać ten nieznośny ból w ramieniu, a kiedy poszłam i powiedziałam [Auerowi] (…) to był ten jedyny raz, kiedy był naprawdę wściekły. Pamiętam jego głos – mówił po angielsku – „Jak mogłaś sobie na to pozwolić?”.

Panikując, Reisenberg szukała pomocy u wielu lekarzy i przez kilka miesięcy bandażowała ramię, jednak ból wciąż nie ustępował. Po pewnym czasie, pod koniec 1928 roku, przyjaciel zaprosił ją na przyjęcie w Hotelu Plaza, na którym przebywający od roku w Stanach Zjednoczonych rosyjski fizyk i wiolonczelista Leon Theremin (w ojczyźnie znany jako Lew Termen) prezentował wynaleziony przez siebie nazwany jego nazwiskiem instrument muzyczny, na którym za pomocą fal radiowych można było generować muzyczne dźwięki bez jego dotykania. Reisenberg wykazała duże zainteresowanie instrumentem, co wspominała następująco: 

Byłam zafascynowana częścią estetyczną, pięknem wizualnym, pomysłem grania w powietrzu, a ponadto uwielbiałam ten dźwięk. Spróbowałam i najwyraźniej wykazałam się jakąś natychmiastową zdolnością manipulowania nim. Wkrótce Lew Siergiejewicz dał mi w prezencie model RCA Theremin.

Był to dla niej początek nowego życia i kariery. Reisenberg grała na nowym instrumencie i jednocześnie pomagała go udoskonalić. W 1932 roku postanowiła poświęcić się mistrzowskiemu opanowaniu instrumentu. Zgodnie z jej wspomnieniami: 

Złożyło się na to mnóstwo prób i błędów, ale Theremin uratował mój muzyczny rozsądek, dając mi ujście w muzyce.

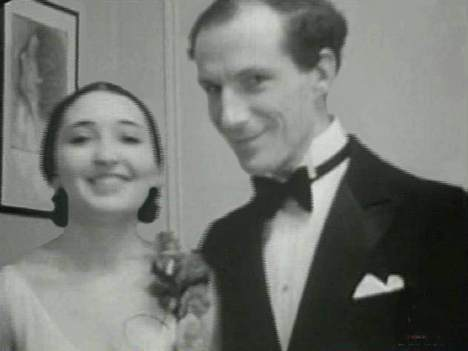
Clara Reisenberg i Leon Theremin w 1929 roku

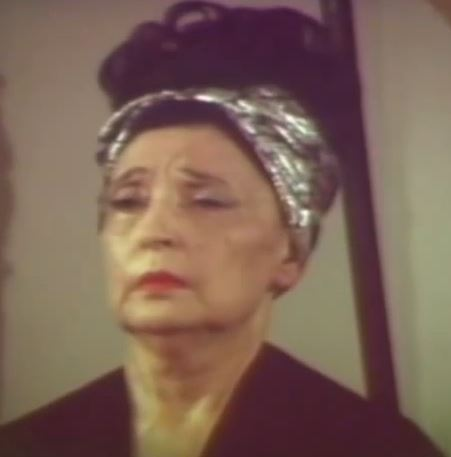
Clara Rockmore w ostatnich latach życia

W międzyczasie przekonała Leona Theremina, żeby stworzył dla niej instrument o wiele bardziej precyzyjny i wrażliwy niż model RCA, z zakresem zwiększonym z trzech oktaw do pięciu oraz mechanizmem ułatwiającym uzyskanie staccato. 1 kwietnia 1932 roku zaliczyła pierwszy publiczny występ jako thereministka. W niedługim czasie rozwinęła własną technikę gry palcami na thereminie, pozwalającą jej na nieskończenie większą kontrolę wysokości dźwięku i frazowania. Charakteryzowało ją niezwykle precyzyjne i szybkie panowanie nad swoimi ruchami, tak ważne w grze na instrumencie, w którym wydobywanie dźwięku bardziej niż od dotyku zależy od poruszania się i bliskości muzyka. W pierwszych dekadach użytkowania theremina nie miała sobie równych w grze na nim. Podczas gdy instrument ten był używany głównie do tworzenia upiornych efektów specjalnych (np. przez Miklósa Rózsę w nakręconym w 1945 roku przez Alfreda Hitchcocka dreszczowcu Urzeczona), Reisenberg wykonywała na nim klasyczne utwory, występując w tradycyjnych salach koncertowych. Pod jej kontrolą theremin brzmiał jak połączenie skrzypiec, wiolonczeli i głosu ludzkiego.
Clara Rockmore występowała wraz z orkiestrą w Toronto, Filadelfii i Nowym Jorku, w którym w 1938 roku wraz z siostrą Nadią dała recital w The Town Hall, zaś w późniejszych latach wykonała premierowo napisany dla niej przez Anisa Fuleihana koncert pod batutą Leopolda Stokowskiego. Ponadto w latach 1940–1943 odbyła wraz z Paulem Robesonem trzy trasy koncertowe po całych Stanach Zjednoczonych.
W późniejszych latach zaprzyjaźniła się z inżynierem i pionierem muzyki elektronicznej Robertem Moogiem, który dawał jej każdy nowo stworzony przez siebie model theremina. Moog przekonał ją również do nagrania pierwszego albumu. Wydawnictwo, zatytułowane The Art of the Theremin, ukazało się na LP w 1977 roku i zawierało utwory wykonane z udziałem Nadii Reisenberg grającej na fortepianie. Dziesięć lat później zostało wydane na CD przez Delos. Podczas sesji związanej z nagrywaniem albumu powstało szesnaście dodatkowych utworów, które Rockmore zawsze nazywała swoim Lost Album (pol. „Zagubiony album”) – zostały one pośmiertnie wydane na CD przez Bridge Records w 2006 roku.
Album The Art of the Theremin zwrócił uwagę niezależnego reżysera Stevena M. Martina, który postanowił nakręcić film dokumentalny o Leonie Thereminie. Pod koniec lat 80. XX wieku Martin zwrócił się z prośbą do Clary Rockmore o zagranie na ścieżce dźwiękowej filmu. Początkowo odmówiła, twierdząc, że jej theremin jest w złym stanie technicznym, jednak ostatecznie, gdy z pomocą Roberta Mooga udało się naprawić instrument, Rockmore zagrała potrzebne utwory, a w 1989 roku zgodziła się także wystąpić na koncercie w Merkin Hall, upamiętniającym jej zmarłą sześć lat wcześniej siostrę Nadię. Film Martina, zatytułowany Theremin: elektroniczna odyseja, miał premierę w brytyjskiej telewizji w 1993 roku. W filmie został zawarty materiał z ostatniego spotkania Rockmore z Leonem Thereminem w Nowym Jorku w 1991 roku, a w otwierającej go części znalazło się nagranie z porannej próby koncertu w Merkin Hall. Dokument Stevena M. Martina zdobył nagrodę na Sundance Film Festival w 1994 roku i doprowadził do odrodzenia zainteresowania Clarą Rockmore, która jednak wówczas m.in. ze względu na zły stan zdrowia wycofała się z życia publicznego i odrzucała napływające z całego świata zaproszenia na występy.

## Życie prywatne
Leon Theremin oświadczył się Clarze Reisenberg na początku ich znajomości, jednak ona mu odmówiła. W 1933 roku postanowiła poślubić prawnika i producenta Roberta Rockmore’a, będącego przyjacielem pisarza Eugene’a O’Neilla i pełnomocnikiem Paula Robesona, z którym w późniejszych latach koncertowała. Od tego czasu występowała pod nazwiskiem męża. Małżeństwo nie miało dzieci. Trwało do 1963 roku, kiedy to Robert Rockmore zmarł wskutek urazu głowy, odniesionego w wyniku upadku po poślizgnięciu się na lodzie. 
W 1995 roku Clara Rockmore doznała ciężkiego zapalenia płuc, a także zawału mięśnia sercowego, po którym już nie wróciła do pełni zdrowia. W 1997 roku, gdy jej stan zdrowia się pogarszał, ogłosiła, że chce dożyć narodzin swojej „wnuczki” – dziecka wnuka Nadii Reisenberg, Steve’a Shermana i jego żony Dorothy Lawson. Fiona Nadia Sherman urodziła się 8 maja 1998 roku; Clara Rockmore zmarła w swoim mieszkaniu na Manhattanie dwa dni później.

## Dyskografia
Na podstawie.
- The Art of the Theremin(inne języki) (z Nadią Reisenberg; 1977)
- Clara Rockmore’s Lost Theremin Album (z Nadią Reisenberg; 2006)
- Music In And On The Air (2011)

## Filmografia
Na podstawie.
- Theremin: elektroniczna odyseja(inne języki) (Theremin: An Electronic Odyssey; 1993) jako ona sama
- Clara Rockmore: The Greatest Theremin Virtuosa (1998) jako ona sama
- Two Theremin Classics (2010) jako ona sama

## Wykorzystanie w kulturze
- Zespół The Garland Cult w swoim debiutanckim albumie Protect Yourself From Hollywood, wydanym w 2007 roku, umieścił utwór „Clara Rockmore”[13].
- Postać Clary Rockmore pojawiła się w debiutanckiej powieści Seana Michaelsa Us Conductors, uhonorowanej nagrodą Giller Prize w 2014 roku[14]. Powieść ta jest fabularyzowaną relacją z życia Leona Theremina i koncentruje się głównie na jego nieodwzajemnionej miłości do Rockmore[14][15].
- Clara Rockmore została upamiętniona 9 marca 2016 roku na Google Doodle z okazji wypadającej wówczas 105. rocznicy jej urodzin[16].
- W jednej ze scen nakręconego w 2020 roku filmu Bill i Ted ratują wszechświat Thea komplementuje grę swojego wuja Teda na thereminie, mówiąc, że konkuruje z Clarą Rockmore[17][18]. Ted, dziękując jej, jednocześnie twierdzi, że Rockmore była jego inspiracją[18].